# Държавно устройство на Пакистан
Пакистан е федеративна полупрезидентска република.

## Законодателна власт
Законодателният орган на Пакистан е двукамарен парламент.
Горната камара „Сената“ се състои от 100 места.
Долната камара „Народното събрание“ се състои от 342 места.